# Flughafen Strigino

i7
i11
i13

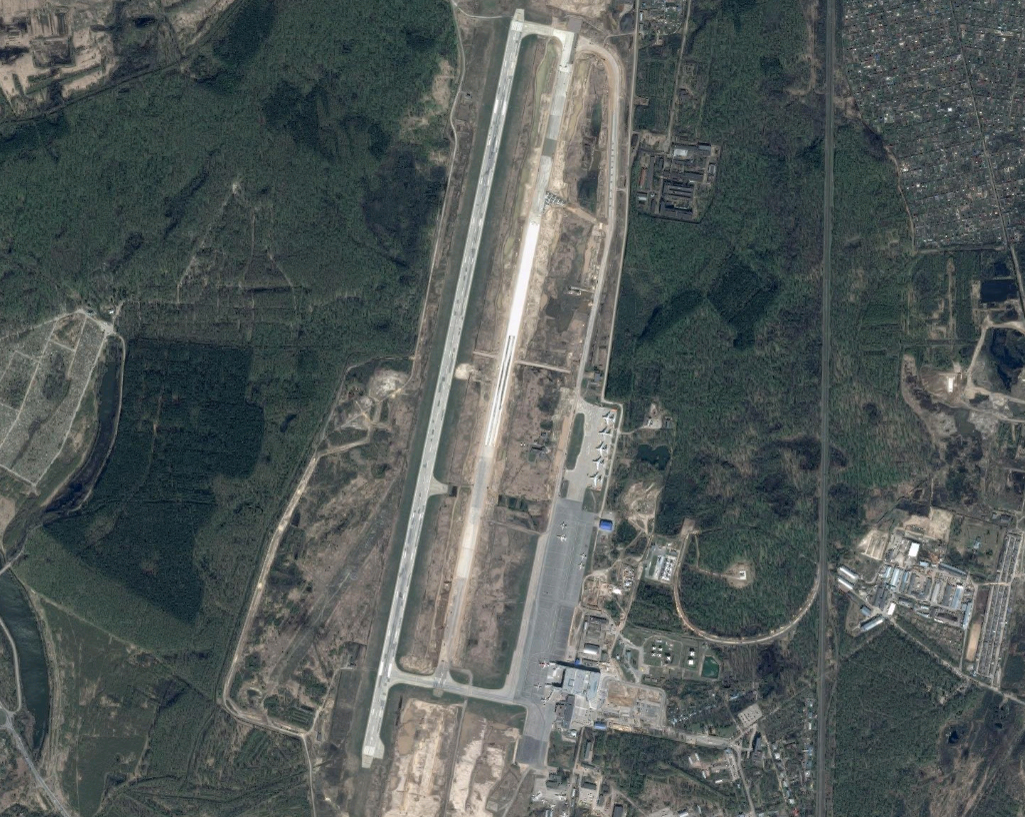
Blick auf den Flughafen aus der Luft

Der Flughafen Strigino (russisch Международный аэропорт Стригино, IATA-Code: GOJ, ICAO-Code: UWGG) ist ein internationaler Verkehrsflughafen in Russland, der rund 15 Kilometer südwestlich des Zentrums der Millionenstadt Nischni Nowgorod liegt.

## Allgemeine Beschreibung

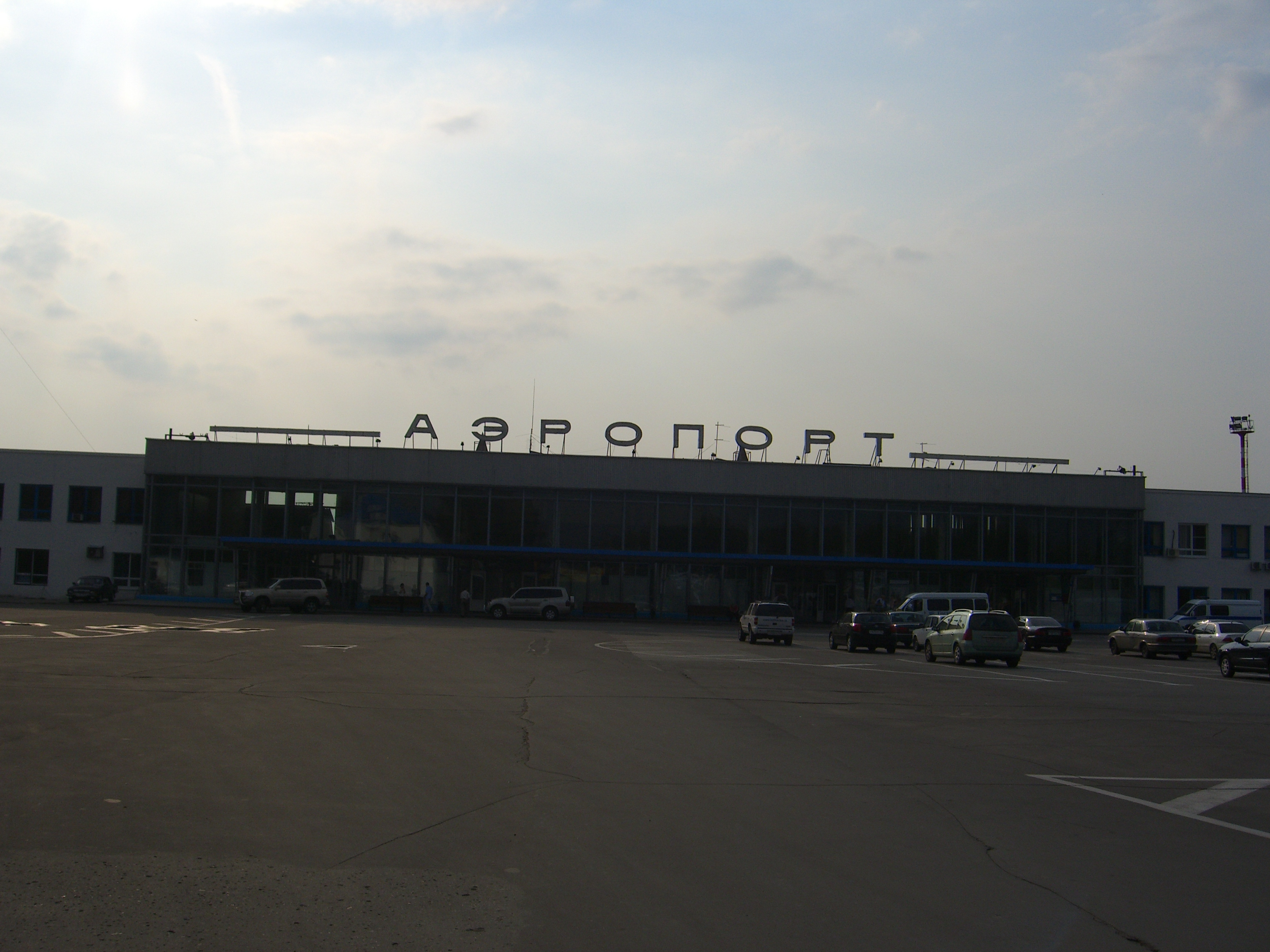
Terminalgebäude

Der Flughafen Strigino wurde am 15. Juli 1923 in Betrieb genommen und diente ursprünglich vor allem als Flugplatz für Verbindungen zwischen Nischni Nowgorod und Moskau. Den Status eines Verkehrsflughafens trägt er seit 1939. Damit gehört Strigino nicht nur zu den ältesten Flughäfen in der Wolga-Region, sondern auch von ganz Russland. Im Jahr 1993 erwarb Strigino den Status eines internationalen Flughafens. Bis September 2015 wurde außer innerrussischen Flügen eine Direktverbindung nach Frankfurt am Main angeboten, darüber hinaus werden hier vorwiegend nationale Charterflüge abgefertigt.
Aufgrund der relativen Nähe Nischni Nowgorods zu Moskau (etwa 430 km) gilt der Flughafen Strigino auch als einer der Reserveflughäfen für die vier Moskauer Passagierflughäfen. Darüber hinaus werden Teile des Flughafens weiterhin als Militärflugplatz genutzt.
Obwohl Nischni Nowgorod zu den größten Städten Russlands zählt, ist das Passagieraufkommen des Flughafens Strigino relativ gering. So wurden im Jahr 2007 lediglich etwas mehr als 280.000 Fluggäste abgefertigt. Dies ist unter anderem auf die nicht mehr als zeitgemäß geltende Infrastruktur des Flughafens zurückzuführen. Aus diesem Grund gibt es kurz- bis mittelfristige Pläne eines umfangreichen Umbaus der Abfertigungsgebäude, einschließlich des Baus eines neuen Terminals für bis zu drei Millionen Passagiere jährlich. Die ursprünglichen Pläne der Moskauer Stadtverwaltung, bis zu 100 Millionen US-Dollar in die Infrastruktur Striginos zu investieren, wurden allerdings Ende 2008 wieder verworfen. Inzwischen plant das Renova Holding um Wiktor Wekselberg den Bau eines neuen Passagierterminals auf dem Nischni Nowgoroder Flughafen.
Im Jahre 2007 belief sich der Reingewinn der oblasteigenen Betreibergesellschaft MANN auf 13,679 Millionen Rubel, was einer Steigerung um das mehr als Sechzehnfache gegenüber dem Vorjahr entsprach.

## Verkehrsanbindung
Der Flughafen liegt im Süden des Nischni Nowgoroder Stadtgebietes und ist bislang nur mit Auto, Linienbussen oder mit Kleinbussen (sogenannten Marschrutki) zu erreichen. Die Buslinie 11 und die Kleinbuslinie T.29 verbinden den Flughafen mit der Metrostation Park Kultury, während die Buslinie 20 bis zum Moskauer Bahnhof verkehrt. Im Rahmen der geplanten Modernisierung des Flughafens ist der Bau einer Eisenbahn-Stichstrecke zum Terminal (nach Vorbild der Moskauer Flughäfen Domodedowo, Wnukowo und Scheremetjewo) geplant.

## Passagierzahlen
| Jahr       | 2008    | 2010    | 2011    | 2012    | 2014*     | 2015    |
| ---------- | ------- | ------- | ------- | ------- | --------- | ------- |
| Passagiere | 356.000 | 376.799 | 461.424 | 747.165 | 1.065.454 | 952.078 |

*Die Passagierzahl für 2014 ist von Anfang des Jahres bis etwa Mitte Dezember ermittelt und umfasst somit etwas weniger als zwölf Monate.